# 黎進逢
黎進逢（越南语：／；1881年—？年），越南阮朝官員。

## 生平
黎進逢是承天府廣田縣安城總清河社（今属承天順化省廣田縣廣安社清河村）人，嗣德三十四年（1881年）出生。維新三年（1909年），參加承天場鄉試，考中解元。啟定元年（1916年），會試中格，庭試考中副榜。後任機密院行走。